# Pop Idol (jeu vidéo)
Pop Idol (American Idol en Amérique du Nord et Deutschland sucht den SuperStar en Allemagne) est un jeu vidéo de rythme développé par Hothouse Creations et édité par Codemasters, sur Windows, PlayStation 2 et Game Boy Advance. La version Américaine utilise des images de la deuxième saison de l'émission, dans lequel Ruben Studdard a remporté la saison, tandis que la version Royaume-Uni utilise des images de la première saison, dans laquelle Will Young a remporté la saison, et la version Allemande utilise des images de la première saison, dans laquelle Alexander Klaws a remporté la saison.
Il est basé sur l'émission britannique Pop Idol (et son homologue américain American Idol), déclinée dans de nombreux pays (Nouvelle Star en France).

## Système de jeu
Contrairement à ce que l'on pourrait penser, il ne s'agit pas d'un jeu de chant, mais d'un simple jeu de rythme. Pour faire chanter correctement son personnage, le joueur doit appuyer en rythme sur les boutons qui passent au centre d'un réticule, lui-même situé au centre de l'écran. Plus son timing est parfait, plus le candidat chante juste.
Le joueur incarne un candidat de l'émission de télé-crochet Pop Idol. Il doit tout d'abord créer son personnage, et lui trouver une tenue qui saura satisfaire le jury, composé de Simon Cowell (dans les deux versions), Paula Abdul et Randy Jackson (version américaine), ainsi que le public lors des primes. Entre chaque session, le joueur peut changer la tenue de son candidat, avant de choisir la chanson qu'il interprètera.
Le joueur suit donc toutes les étapes du célèbre télé-crochet : les auditions, le théâtre, les passages dans le petit plateau, et les primes en direct, jusqu'à la grande finale. Son but est, bien évidemment, de séduire au maximum le public virtuel afin de remporter le concours de chant, et de devenir la prochaine Nouvelle Star.

## Accueil
Le jeu a reçu des critiques majoritairement médiocres de la part des magazines anglophones, la plupart visent notamment le système de jeu, mal conçu, qui ne correspond pas au principe original de l'émission. Les scores sont obtenus en fonction des capacités de chant du personnage, et non de celles du joueur. De plus, selon IGN, il n'y a aucune récompense pour avoir remporté la compétition.
- GameSpot : 4,7/10 (PC)[1] - 5,1/10 (PS2)[2]
- IGN : 3,3/10 (PC)[3] - 4/10 (PS2)[4]
- Nintendo Power : 3,2/5 (GBA)[5]